# 오노촌 (이바라키현 가시마군)
오노촌(大野村)은 이바라키현 가시마군에 설치되었던 촌이다. 1995년 9월 1일 합병으로 가시마정 (현 가시마시)에 편입되었다.

## 역사
- 1955년 3월 31일 - 다이도촌, 나카노촌과 합병해 오노촌이 되었다.
- 1985년 3월 14일 - 가시마 임해철도 오아라이 가시마선이 개업하였다.
- 1983년 3월 14일 - 촌장이 제정되었다
- 1995년 11월 1일 - 오노촌과 합병해 가시마정에 편입돼 소멸하였고, 동시에 가시마정이 시로 승격하였다  .

## 교통

### 철도
- 가시마 임해 철도 오아라이카시마 선

### 도로
- 국도 제51호선
- 국도 제124호선